# Villeneuve-Renneville-Chevigny
Villeneuve-Renneville-Chevigny é uma comuna francesa na região administrativa do Grande Leste, no departamento de Marne. Estende-se por uma área de 17.17 km², e possui 319 habitantes, segundo o censo de 2018, com uma densidade de 19 hab/km².